# Tribulation
Tribulation – szwedzki zespół wykonujący muzykę z pogranicza black, death oraz metalu progresywnego. Powstał w 2001 roku  pod nazwą Hazard. W 2004 roku formacja przyjęła nazwę Tribulation. Debiutancki album studyjny zespołu zatytułowany The Horror ukazał się 19 stycznia 2008 roku nakładem oficyny Pulverised Records. W 2011 roku grupa występowała w Europie wraz z amerykańską formacją Negative Plane. Drugi album grupy pt. The Formulas of Death został wydany 1 marca 2013 roku przez wytwórnię płytową Invictus Productions. Pod koniec roku Szwedzi wystąpili w USA i Kanadzie wraz z grupami Watain oraz In Solitude. W 2014 roku muzycy dali szereg koncertów w Polsce poprzedzając formację Behemoth w ramach trasy Polish Satanist Tour 2014.
Na początku 2015 roku kwintet udał się w trasę koncertową w Stanach Zjednoczonych u boku zespołów Cannibal Corpse i Behemoth. 20 kwietnia, tego samego roku nakładem wytwórni muzycznej Century Media Records do sprzedaży trafił trzeci album studyjny Tribulation zatytułowany The Children of the Night. Wydawnictwo przysporzyło grupie pierwszego sukcesu. Produkcja uplasowała się na 42. miejscu niemieckiej listy przebojów - Media Control Charts. Ponadto album uplasował się na 12. miejscu listy Billboard Heatseekers Albums w Stanach Zjednoczonych. Trzecie wydawnictwo grupy było promowane teledyskami do utworów "Strange Gateways Beckon" i "Melancholia". 

## Dyskografia
Albumy studyjne
| The Horror                  | - Data: 19 stycznia 2008 - Wydawca: Pulverised Records    | —  | — | —  | —  |                  |
| The Formulas of Death       | - Data: 1 marca 2013 - Wydawca: Invictus Productions      | —  | — | —  | —  |                  |
| The Children of the Night   | - Data: 20 kwietnia 2015 - Wydawca: Century Media Records | 42 | — | —  | —  | - USA: 1,9 tys.+ |
| Down Below                  | - Data: 26 stycznia 2018 - Wydawca: Century Media Records | 33 | 8 | 16 | 45 |                  |
| "—" album nie był notowany. |                                                           |    |   |    |    |                  |

Minialbumy
| Tytuł          | Dane dot. albumu                                          |
| -------------- | --------------------------------------------------------- |
| Putrid Rebirth | - Data: 2006 - Wydawca: Blood Harvest Records             |
| Melancholia    | - Data: 15 stycznia 2016 - Wydawca: Century Media Records |

## Teledyski
| Tytuł                     | Rok  | Reżyseria           | Album                     | Źródło |
| ------------------------- | ---- | ------------------- | ------------------------- | ------ |
| "Strange Gateways Beckon" | 2015 | Gustav Öhman Spjuth | The Children of the Night | [ 12 ] |
| "Melancholia"             | 2015 | —                   | The Children of the Night | [ 13 ] |

## Nagrody i wyróżnienia
| Rok  | Kategoria             | Tytułem                   | Nagroda                         | Nota      | Źródło |
| ---- | --------------------- | ------------------------- | ------------------------------- | --------- | ------ |
| 2016 | Årets hårdrock/metall | The Children of the Night | Grammis                         | Nominacja | [ 20 ] |
| 2016 | Best Underground Band | Tribulation               | Metal Hammer Golden Gods Awards | Nominacja | [ 21 ] |